# WWE Diva Search
De WWE Diva Search is een talentencompetitie die gehouden werd door de World Wrestling Entertainment. De eerste Diva Search-competitie vond plaats in 2003 en  werd gewonnen door Jaime Koeppe. In tegenstelling tot de latere winnaars (Christy Hemme in 2004, Ashley Massaro in 2005, Layla El in 2006 en Eve Torres in 2007) kreeg Koeppe geen WWE-contract maar wel een fotoshoot voor het WWE Magazine.

## Externe links

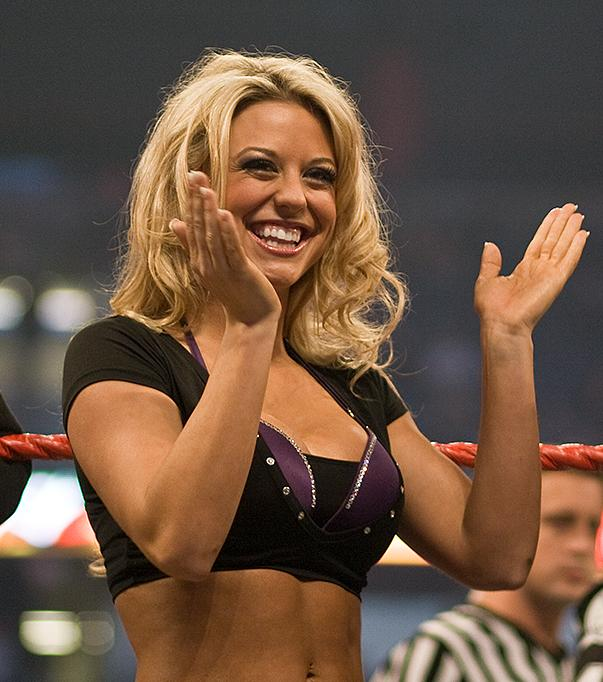
Taryn Terrell
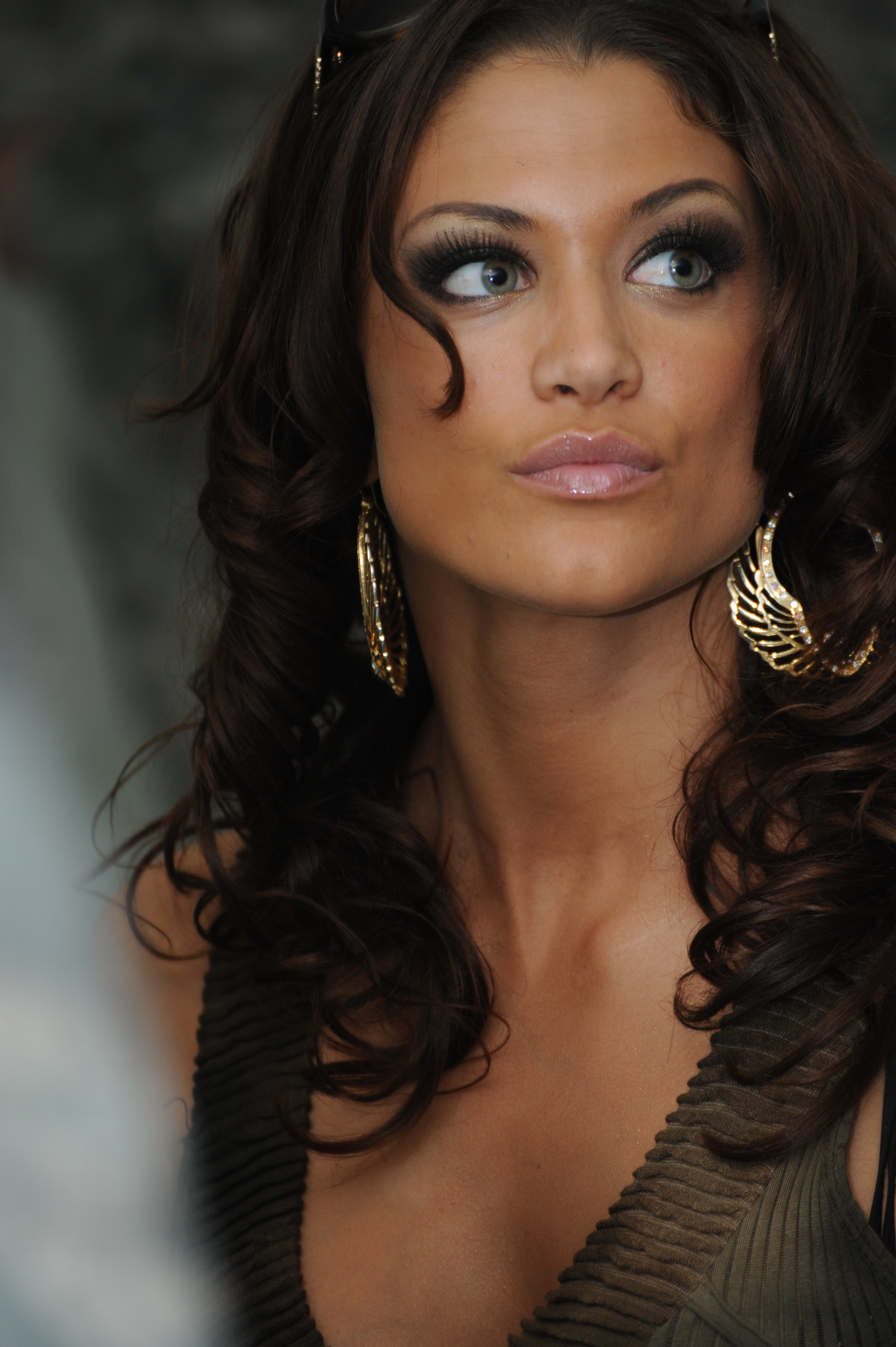
Eve Torres
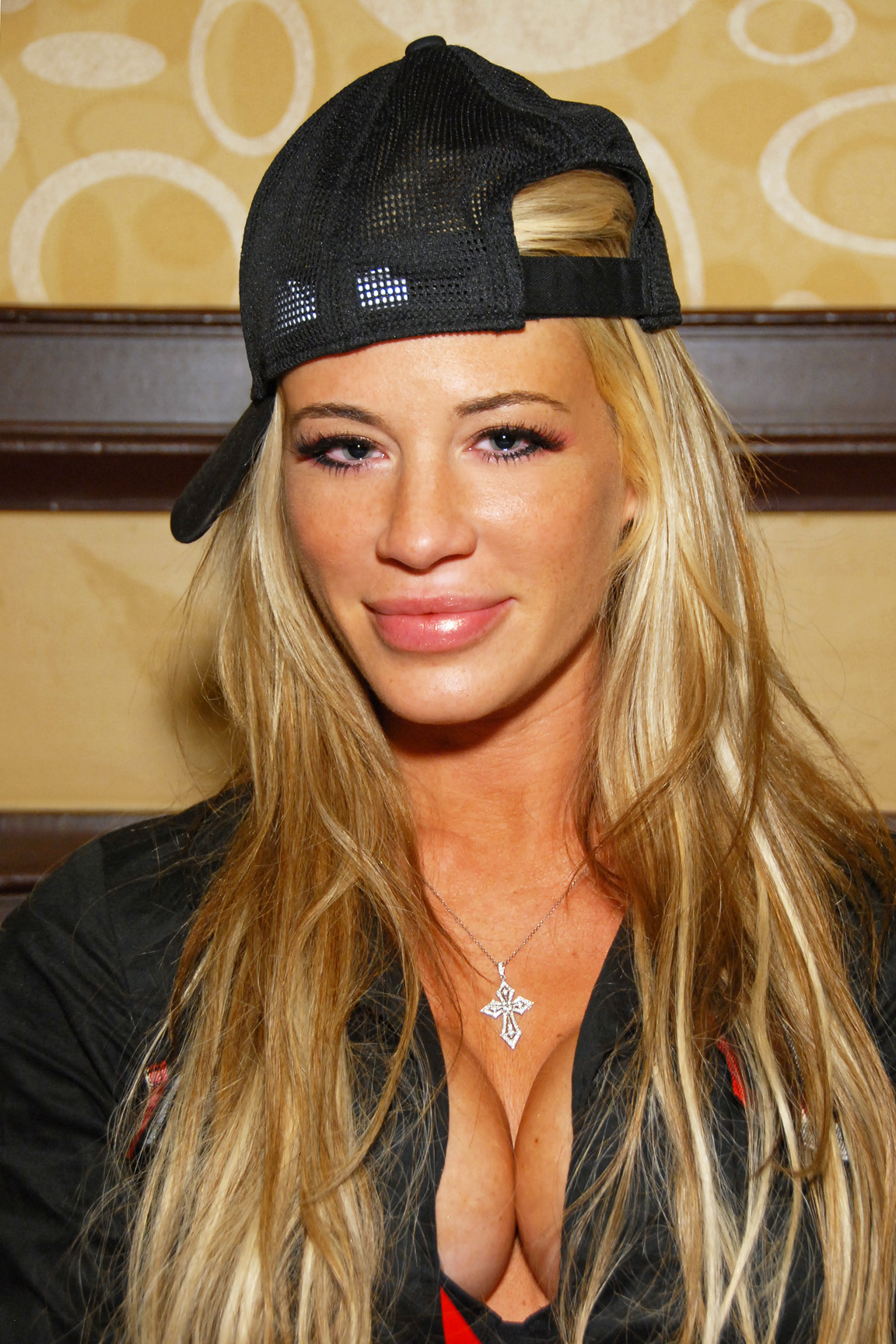
Ashley Massaro
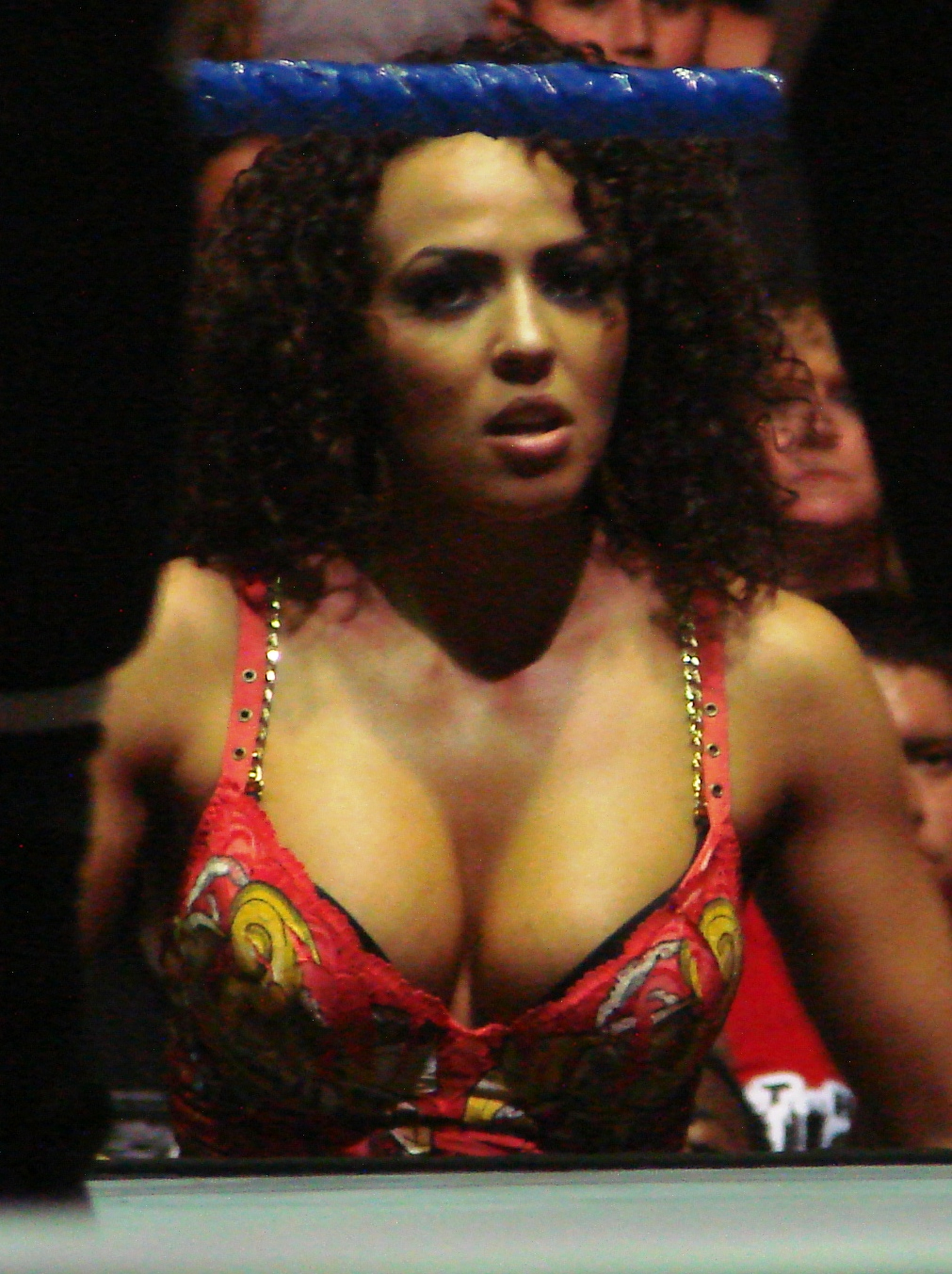
Layla El Hammond

## Edities
| Jaar | Winnaar        | 2e plaats         | 3e plaats          | 4e plaats        | 5e plaats       | 6e plaats        | 7e plaats       | 8e plaats        | 9e plaats        | 10e plaats     |
| ---- | -------------- | ----------------- | ------------------ | ---------------- | --------------- | ---------------- | --------------- | ---------------- | ---------------- | -------------- |
| 2003 | Jaime Koeppe   | Onbekend          | Onbekend           | Onbekend         | Onbekend        | Onbekend         | Onbekend        | Onbekend         | Onbekend         | Onbekend       |
| 2004 | Christy Hemme  | Carmella DeCesare | Joy Giovanni       | Amy Weber        | Maria Kanellis  | Tracie Wright    | Michelle McCool | Chandra Costello | Camille Anderson | Julia Costello |
| 2005 | Ashley Massaro | Leyla Milani      | Elisabeth Rouffaer | Kristal Marshall | Summer DeLin    | Cameron Haven    | Simona Fusco    | Leilene Ondrade  |                  |                |
| 2006 | Layla El       | Jen England       | J.T. Tinney        | Milena Roucka    | Erica Chevillar | Rebecca DiPietro | Maryse Ouellet  | Amy Zidian       |                  |                |
| 2007 | Eve Torres     | Brooke Gilbertsen | Lena Yada          | Taryn Terrell    | Jessica Hatch   | J. Kim           | Lyndy Frieson   | Naomi Kirk       |                  |                |